# Tytulatura duchowieństwa wojskowego II RP

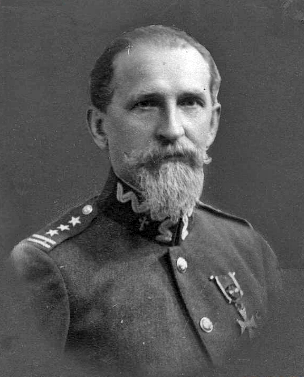
Ks. Bazyli Martysz w mundurze protoprezbitera

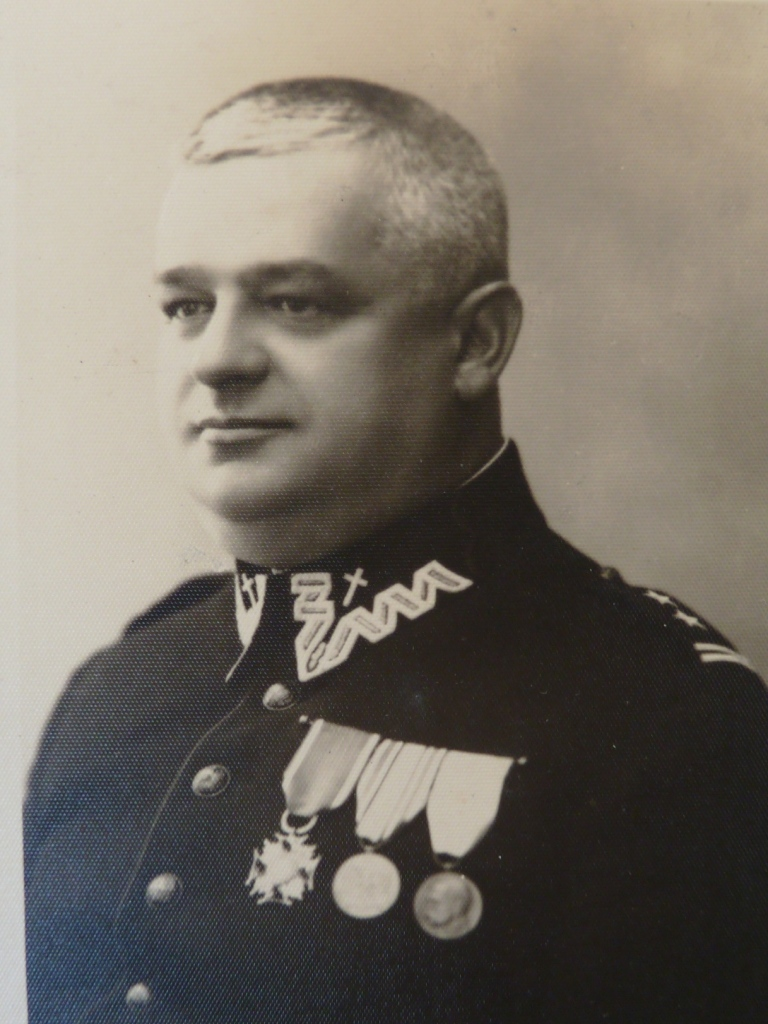
Ks. Wiktor Szyłkiewicz w mundurze proboszcza

Tytulatura duchowieństwa wojskowego II RP – stopnie duchowieństwa w Wojsku Polskim II RP.
18 stycznia 1919 Naczelny Wódz Józef Piłsudski wydał dwa dekrety, którymi „zarządził następujący porządek hierarchiczny duchowieństwa w Wojsku Polskim:
- biskup polowy,
- naczelny kapelan – zastępca biskupa polowego,
- dziekan okręgu generalnego,
- proboszcz dywizji,
- kapelan pułku lub równoznacznego oddziału wojskowego”[1]

oraz „następujące pobory dla duchowieństwa w Wojsku Polskim, podług rang:
- biskup polowy – generała porucznika,
- naczelny kapelan (oficjał polowy, zastępca biskupa) – generała podporucznika,
- dziekan okręgu generalnego – pułkownika,
- dziekan marynarki – pułkownika,
- regens konsystorza polowego – pułkownika, (…)
- proboszcz dywizji – majora, (…)
- kapelan pułku – kapitana, (…)”[2][3]. W dekrecie po raz pierwszy uwzględniono duszpasterstwo wojskowe wyznań niekatolickich[4].

W artykule 5 ustawy z dnia 23 marca 1922 r. „O podstawowych prawach i obowiązkach oficerów Wojsk Polskich” ustanowiono korpus oficerski Wojsk Polskich złożony z oficerów poszczególnych korpusów osobowych:

1. korpusu oficerów piechoty
2. korpusu oficerów jazdy
3. korpusu oficerów artylerii
4. korpusu oficerów inżynierii i saperów
5. korpusu oficerów aeronautycznych
6. korpusu oficerów łączności
7. korpusu oficerów kolejowych
8. korpusu oficerów samochodowych
9. korpusu oficerów taborowych
10. korpusu oficerów żandarmerii
11. korpusu oficerów kontrolerów
12. korpusu oficerów sądowych
13. korpusu oficerów sanitarnych
14. korpusu oficerów intendentów
15. korpusu oficerów uzbrojenia
16. korpusu oficerów geografów
17. korpusu oficerów weterynaryjnych
18. korpusu oficerów administracji

Odrębny korpus osobowy tworzyli generałowie.
Artykuł 6 cytowanej ustawy stanowił, że „w skład korpusu oficerskiego Wojsk Polskich wchodzą, oprócz oficerów wymienionych w art. 5, duchowieństwo wojskowe i oficerowie marynarki wojennej, o których traktują oddzielne ustawy”.
13 lipca 1922 Naczelny Wódz marszałek Józef Piłsudski wydał dekret „o ustaleniu nazw stopni duchowieństwa wojskowego”. Władze wojskowe przyznały duchowieństwu prawo noszenia munduru i oznak oficerskich na naramiennikach i czapkach. Z chwilą ogłoszenia tego dekretu (8 sierpnia 1922) straciły moc oba dekrety z 18 stycznia 1919.
3 maja 1922 Naczelnik Państwa i Naczelny Wódz, pierwszy marszałek Polski, Józef Piłsudski zatwierdził dekretem L. 19400/O.V. „listę starszeństwa i stopni oficerów zawodowych Wojska Polskiego”, która obejmowała także duchowieństwo wojskowe.
W „Roczniku Oficerskim 1923” ogłoszono listę starszeństwa oficerów rezerwowych, zatwierdzoną dekretem Prezydenta RP L. 39000.V.E.23 z dnia 8 stycznia 1924. Lista obejmowała również duchowieństwo wojskowe.
| Wojsko          | Wyznanie rzymsko- i greckokatolickie | Wyznanie prawosławne | Wyznania ewangelickie | Wyznanie mojżeszowe    |
| --------------- | ------------------------------------ | -------------------- | --------------------- | ---------------------- |
| generał dywizji | biskup polowy                        | –                    | –                     | –                      |
| generał brygady | dziekan generalny                    | –                    | –                     | –                      |
| pułkownik       | dziekan                              | protoprezbiter       | senior                | naczelny rabin         |
| podpułkownik    | proboszcz                            | dziekan              | proboszcz             | starszy rabin I klasy  |
| major           | starszy kapelan                      | starszy kapelan      | starszy kapelan       | starszy rabin II klasy |
| kapitan         | kapelan                              | kapelan              | kapelan               | rabin                  |

Art. 2 dekretu Prezydenta RP z dnia 12 marca 1937 r. „O służbie wojskowej oficerów” stanowił, że oficerowie tworzą korpus oficerski sił zbrojnych. Korpus oficerski sił zbrojnych składa się z korpusów osobowych wojska i marynarki wojennej i dalej, w skład korpusu oficerskiego wojska i marynarki wojennej wchodzi również duchowieństwo wojskowe. W § 4 wspomnianego artykułu umieszczono delegację dla Prezydenta RP, który osobnym dekretem miał określić prawa i obowiązki duchowieństwa wojskowego. Do wybuchu II wojny światowej stosownych aktów prawnych nie zdołano wydać.
Na podstawie listy starszeństwa duchowieństwa wojskowego opublikowanej w „Roczniku Oficerskim”, w roku 1932, w czynnej służbie pozostawało 130 duchownych, w tym:

Wyznanie rzymsko- i greckokatolickie:
- biskup polowy – 1
- dziekan generalny – 0
- dziekan – 9
- proboszcz – 15
- starszy kapelan – 26
- kapelan – 36
- kapelan rezerwy powołany do służby czynnej – 21

Wyznanie prawosławne:
- protoprezbiter – 1
- dziekan prawosławny OK – 1 (dziekan OK VIII)
- starszy kapelan prawosławny – 2 (dziekani OK I i III)
- kapelan prawosławny – 8 (dziekani OK II, V, VI i VII oraz szefowie rejonów duszpasterskich w OK I, V, VIII i IX)

Wyznanie ewangelicko-augsburskie:
- senior – 1 (duchowny w stanie spoczynku zatrzymany w służbie czynnej)
- proboszcz ewangelicki OK – 2 (szef Głównego Urzędu Duszpasterskiego i proboszcz OK VIII)
- starszy kapelan ewangelicki – 1 (proboszcz OK VI)
- kapelan ewangelicki – 1 (proboszcz OK III)
- kapelan ewangelicki rezerwy powołany do służby czynnej – 2 (proboszczowie OK V i IX)

Wyznanie ewangelicko-reformowane:
- starszy kapelan ewangelicki – 1 (proboszcz OK VIII)

Wyznanie mojżeszowe:
- starszy rabin II klasy – 1 (p.o. szefa Głównego Urzędu Duszpasterskiego)
- rabin – 1 (rabin Okręgów Korpusów I, III i V)
- rabin rezerwy powołany do służby czynnej – 1 (rabin Okręgów Korpusów II i IX)[13].

## Wyznanie mahometańskie

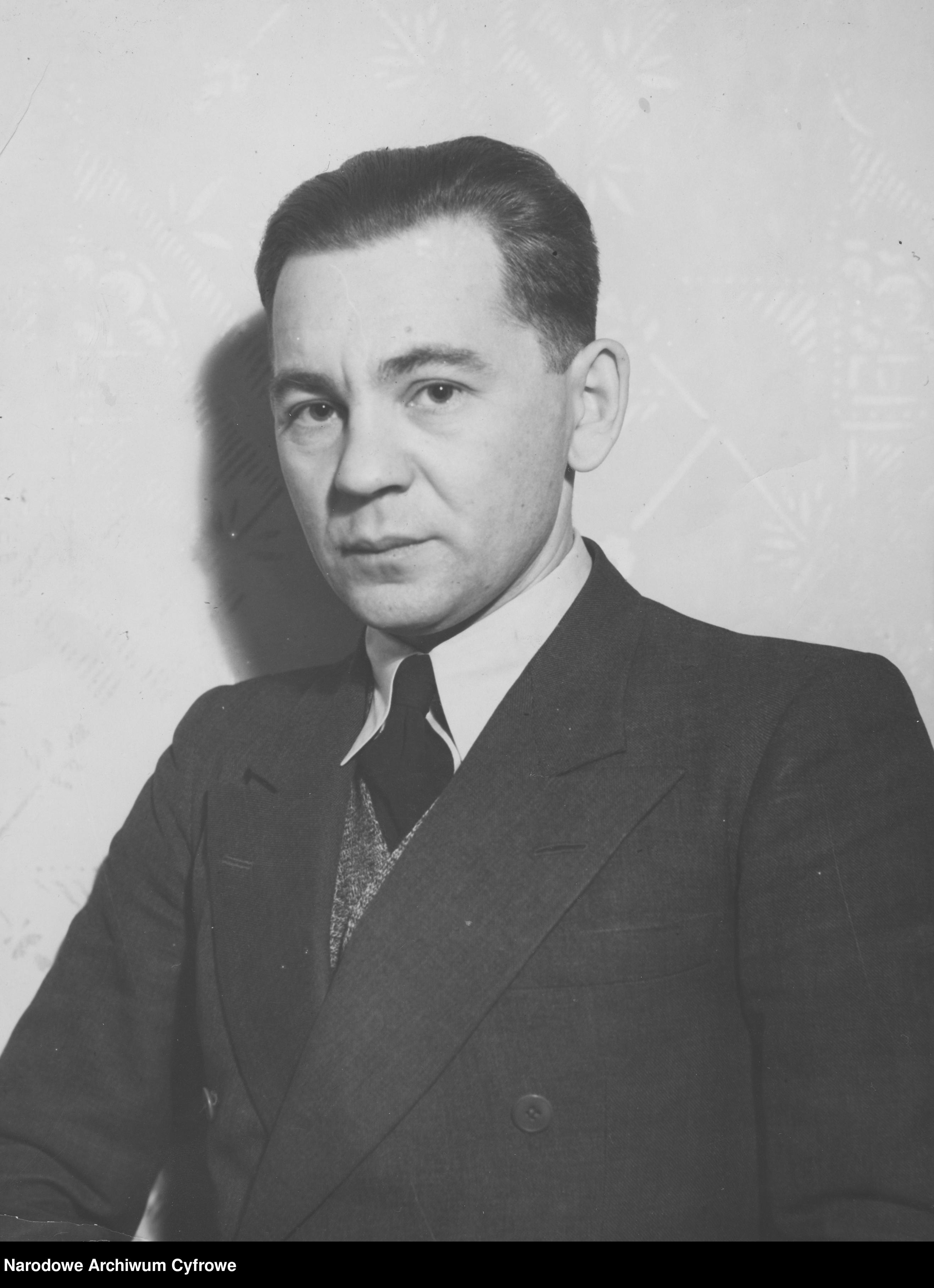
Ali Ismail Woronowicz

25 lipca 1919 Naczelny Wódz mianował mułłę Sinatulla Chabibullin – naczelnym mułłą wojskowym i referentem wyznania mahometańskiego w Sekcji Religijno-Wojskowej Ministerstwa Spraw Wojskowych.
Wyznanie mahometańskie, ze względu na niewielką liczbę jego wyznawców, reprezentował mułła pomocniczy, zatrudniony w charakterze lotnego kapelana.
Z inicjatywy Tatarów polskich od 1936 wszystkich Tatarów, a potem i większość muzułmanów zaczęto przydzielać do 1. szwadronu 13 Pułku Ułanów Wileńskich. Szwadron otrzymał nazwę „Szwadron ułanów tatarskich”. W 1938 mianowano jedynego imama w Wojsku Polskim. Został nim Ali Ismail Woronowicz. Podlegał on w sprawach wojskowo-administracyjnych dowództwu wojskowemu, zaś w sprawach praktyk religijnych muftiemu Rzeczypospolitej. Sam Woronowicz w wyjaśnieniach złożonych 12 lutego 1941 w charakterze podejrzanego stwierdził: „muftiat rozpoczął w Warszawie starania w Ministerstwie Spraw Wojskowych o wyznaczenie mnie do opieki religijnej nad żołnierzami szwadronu tatarskiego, co też stało się 1 maja 1938 r. Biuro Wyznań Niekatolickich Ministerstwa Spraw Wojskowych był. Polski zatwierdziło mnie jako kontraktowego duchownego do opieki religijnej nad żołnierzami był. polskiej armii w szwadronie tatarskim, przydzielając mi według kontraktu 80 złotych miesięcznie i zobowiązując do prowadzenia raz w miesiącu nabożeństwa w Nowej Wilejce (gdzie był szwadron), a także przyjmowania przysięgi od przyjętych na służbę żołnierzy, co wykonywałem od 1938 r. do lipca 1939 r”.